# Pojkarna från Brasilien (film)
Pojkarna från Brasilien (engelska: The Boys from Brazil) är en brittisk-amerikansk thrillerfilm från 1978 i regi av Franklin J. Schaffner, baserad på romanen Pojkarna från Brasilien från 1976 av Ira Levin. En scen i filmen utspelar sig vid en stor (fiktiv) kraftverksdamm i Storlien i Sverige. Den är emellertid inspelad vid Kölnbreindammen i Österrike.

## Handling
En nazistjägare i Paraguay upptäcker en komplott, som har syftet att återupprätta Tredje riket.
Doktor Josef Mengele från fånglägret Auschwitz, klonar under 1960-talet Adolf Hitler på sin undangömda klinik i Brasilien. 94 klonade pojkar har adopterats ut över världen, och de har noga fått växa upp under samma förhållanden som Hitler. Adoptivföräldrarna vet inget om pojkarnas ursprung. 
Vid 65 års ålder dog Hitlers far, och nu ska alla de 94 adoptivfäderna successivt mördas. En ung amerikan kommer planen på spåren, lyckas hinna meddela nazijägaren Ezra Lieberman, innan han dödas av Mengeles anhängare.

## Rollista i urval
- Gregory Peck – Dr. Josef Mengele
- Laurence Olivier – Ezra Lieberman
- James Mason – Eduard Seibert
- Lilli Palmer – Esther Lieberman
- Uta Hagen – Frieda Maloney
- Steve Guttenberg – Barry Kohler
- Denholm Elliott – Sidney Beynon
- Rosemary Harris – Frau Doring
- John Dehner – Henry Wheelock
- John Rubinstein – David Bennett
- Anne Meara – Mrs. Curry
- Jeremy Black – Jack Curry / Simon Harrington / Erich Doring / Bobby Wheelock
- Bruno Ganz – Dr. Bruckner